# 4 Heures de Sepang 2023
Navigation
Édition précédente Édition suivante
Les 4 Heures de Sepang 2023, épreuve composée de deux courses de 4 heures disputées le 2 décembre 2023 et le 3 décembre 2023 sur le Circuit international de Sepang, sont la neuvième édition de cette épreuve, la cinquième sur un format de quatre heures, et la première et seconde manches de l'Asian Le Mans Series 2023-2024.

## Course 1

### Classement de la course
Voici le classement provisoire au terme de la course.
- Les vainqueurs de chaque catégorie sont signalés par un fond jauni.

| Pos                              | Classe | no | Écurie                       | Pilotes                                                                | Châssis                                 | Pneus | Tours | Temps               |
| Pos                              | Classe | no | Écurie                       | Pilotes                                                                | Moteur                                  | Pneus | Tours | Temps               |
| -------------------------------- | ------ | -- | ---------------------------- | ---------------------------------------------------------------------- | --------------------------------------- | ----- | ----- | ------------------- |
| 1                                | LMP2   | 99 | 99 Racing                    | Ahmad Al Harthy Nikita Mazepin Louis Delétraz                          | Oreca 07                                | M     | 100   | 3 h 43 min 26 s 017 |
| 1                                | LMP2   | 99 | 99 Racing                    | Ahmad Al Harthy Nikita Mazepin Louis Delétraz                          | Gibson GK428 4,2 l V8 Atmo              | M     | 100   | 3 h 43 min 26 s 017 |
| 2                                | LMP2   | 83 | AF Corse                     | François Perrodo Matthieu Vaxivière Alessio Rovera                     | Oreca 07                                | M     | 100   | + 10 s 537          |
| 2                                | LMP2   | 83 | AF Corse                     | François Perrodo Matthieu Vaxivière Alessio Rovera                     | Gibson GK428 4,2 l V8 Atmo              | M     | 100   | + 10 s 537          |
| 3                                | LMP2   | 3  | DKR Engineering              | Alexander Mattschull (de) Tom Dillmann Laurents Hörr                   | Oreca 07                                | M     | 100   | + 18 s 532          |
| 3                                | LMP2   | 3  | DKR Engineering              | Alexander Mattschull (de) Tom Dillmann Laurents Hörr                   | Gibson GK428 4,2 l V8 Atmo              | M     | 100   | + 18 s 532          |
| 4                                | LMP2   | 55 | Proton Competition           | P. J. Hyett (en) Harry Tincknell Paul-Loup Chatin                      | Oreca 07                                | M     | 100   | + 51 s 654          |
| 4                                | LMP2   | 55 | Proton Competition           | P. J. Hyett (en) Harry Tincknell Paul-Loup Chatin                      | Gibson GK428 4,2 l V8 Atmo              | M     | 100   | + 51 s 654          |
| 5                                | LMP2   | 22 | Proton Competition           | Julien Andlauer René Binder Giorgio Roda                               | Oreca 07                                | M     | 100   | + 58 s 693          |
| 5                                | LMP2   | 22 | Proton Competition           | Julien Andlauer René Binder Giorgio Roda                               | Gibson GK428 4,2 l V8 Atmo              | M     | 100   | + 58 s 693          |
| 6                                | LMP2   | 4  | CrowdStrike Racing par APR   | Colin Braun Malthe Jakobsen George Kurtz                               | Oreca 07                                | M     | 100   | + 2 min 07 s 374    |
| 6                                | LMP2   | 4  | CrowdStrike Racing par APR   | Colin Braun Malthe Jakobsen George Kurtz                               | Gibson GK428 4,2 l V8 Atmo              | M     | 100   | + 2 min 07 s 374    |
| 7                                | LMP2   | 90 | TF Sport                     | Michael Dinan (en) Charlie Eastwood Salih Yoluç                        | Oreca 07                                | M     | 100   | + 5 min 47 s 122    |
| 7                                | LMP2   | 90 | TF Sport                     | Michael Dinan (en) Charlie Eastwood Salih Yoluç                        | Gibson GK428 4,2 l V8 Atmo              | M     | 100   | + 5 min 47 s 122    |
| 8                                | LMP2   | 25 | Algarve Pro Racing           | Chris McMurry Toby Sowery (en) Freddie Tomlinson                       | Oreca 07                                | M     | 100   | + 6 min 08 s 950    |
| 8                                | LMP2   | 25 | Algarve Pro Racing           | Chris McMurry Toby Sowery (en) Freddie Tomlinson                       | Gibson GK428 4,2 l V8 Atmo              | M     | 100   | + 6 min 08 s 950    |
| 9                                | LMP2   | 24 | Nielsen Racing               | Alex García (en) Ferdinand Habsburg Ian Loggie (en)                    | Oreca 07                                | M     | 99    | + 1 tour            |
| 9                                | LMP2   | 24 | Nielsen Racing               | Alex García (en) Ferdinand Habsburg Ian Loggie (en)                    | Gibson GK428 4,2 l V8 Atmo              | M     | 99    | + 1 tour            |
| 10                               | LMP2   | 44 | ARC Bratislava               | Mathias Beche Miro Konôpka Jonas Ried                                  | Oreca 07                                | M     | 99    | + 1 tour            |
| 10                               | LMP2   | 44 | ARC Bratislava               | Mathias Beche Miro Konôpka Jonas Ried                                  | Gibson GK428 4,2 l V8 Atmo              | M     | 99    | + 1 tour            |
| 11                               | LMP2   | 30 | Duqueine Team                | Carl Bennett John Falb Oliver Rasmussen                                | Oreca 07                                | M     | 98    | + 2 tours           |
| 11                               | LMP2   | 30 | Duqueine Team                | Carl Bennett John Falb Oliver Rasmussen                                | Gibson GK428 4,2 l V8 Atmo              | M     | 98    | + 2 tours           |
| 12                               | LMP3   | 17 | Cool Racing                  | Alex Bukhantsov Danial Frost James Winslow                             | Ligier JS P320                          | M     | 96    | + 4 tours           |
| 12                               | LMP3   | 17 | Cool Racing                  | Alex Bukhantsov Danial Frost James Winslow                             | Nissan VK56 5,6 l V8 Atmo               | M     | 96    | + 4 tours           |
| 13                               | LMP3   | 2  | CD Sport                     | Nick Adcock Michael Jensen Fabien Lavergne                             | Ligier JS P320                          | M     | 96    | + 4 tours           |
| 13                               | LMP3   | 2  | CD Sport                     | Nick Adcock Michael Jensen Fabien Lavergne                             | Nissan VK56 5,6 l V8 Atmo               | M     | 96    | + 4 tours           |
| 14                               | LMP3   | 26 | Bretton Racing               | Julien Gerbi Stefan Mihnea Dan Skocdopole                              | Ligier JS P320                          | M     | 96    | + 4 tours           |
| 14                               | LMP3   | 26 | Bretton Racing               | Julien Gerbi Stefan Mihnea Dan Skocdopole                              | Nissan VK56 5,6 l V8 Atmo               | M     | 96    | + 4 tours           |
| 15                               | LMP3   | 20 | High Class Racing            | Anders Fjordbach Auðunn Guðmundsson (en) Seth Lucas                    | Ligier JS P320                          | M     | 95    | + 5 tours           |
| 15                               | LMP3   | 20 | High Class Racing            | Anders Fjordbach Auðunn Guðmundsson (en) Seth Lucas                    | Nissan VK56 5,6 l V8 Atmo               | M     | 95    | + 5 tours           |
| 16                               | GT     | 42 | Saintéloc Racing             | Christopher Haase Gilles Magnus (en) Alban Varutti                     | Audi R8 LMS Evo II                      | M     | 94    | + 6 tours           |
| 16                               | GT     | 42 | Saintéloc Racing             | Christopher Haase Gilles Magnus (en) Alban Varutti                     | Audi 5,2 L V10 Atmo                     | M     | 94    | + 6 tours           |
| 17                               | GT     | 66 | Attempto Racing              | Alex Aka (en) Andrey Mukovoz Dylan Pereira                             | Audi R8 LMS Evo II                      | M     | 94    | + 6 tours           |
| 17                               | GT     | 66 | Attempto Racing              | Alex Aka (en) Andrey Mukovoz Dylan Pereira                             | Audi 5,2 L V10 Atmo                     | M     | 94    | + 6 tours           |
| 18                               | GT     | 43 | Saintéloc Racing             | Paul Evrard Dennis Marschall (en) Bihuang Zhou                         | Audi R8 LMS Evo II                      | M     | 94    | + 6 tours           |
| 18                               | GT     | 43 | Saintéloc Racing             | Paul Evrard Dennis Marschall (en) Bihuang Zhou                         | Audi 5,2 L V10 Atmo                     | M     | 94    | + 6 tours           |
| 19                               | GT     | 7  | Al Manar Racing par GetSpeed | Al Faisal Al Zubair (en) Martin Konrad Fabian Schiller (en)            | Mercedes-AMG GT3 Evo                    | M     | 94    | + 6 tours           |
| 19                               | GT     | 7  | Al Manar Racing par GetSpeed | Al Faisal Al Zubair (en) Martin Konrad Fabian Schiller (en)            | Mercedes-Benz M159 6,2 L V8 Atmo        | M     | 94    | + 6 tours           |
| 20                               | GT     | 19 | Leipert Motorsport (de)      | Brendon Leitch (en) Marco Mapelli (en) Gabriele Rindone                | Lamborghini Huracán GT3 Evo 2           | M     | 94    | + 6 tours           |
| 20                               | GT     | 19 | Leipert Motorsport (de)      | Brendon Leitch (en) Marco Mapelli (en) Gabriele Rindone                | Lamborghini 5,2 L V10 Atmo              | M     | 94    | + 6 tours           |
| 21                               | GT     | 91 | Pure Rxcing                  | Klaus Bachler Alex Malykhin Joel Sturm                                 | Porsche 911 GT3 R                       | M     | 94    | + 6 tours           |
| 21                               | GT     | 91 | Pure Rxcing                  | Klaus Bachler Alex Malykhin Joel Sturm                                 | Porsche 4,2 L Flat Six Atmo             | M     | 94    | + 6 tours           |
| 22                               | GT     | 88 | Triple Eight (en)            | Broc Feeney (en) HH Prince Jefri Ibrahim Luca Stolz (en)               | Mercedes-AMG GT3 Evo                    | M     | 94    | + 6 tours           |
| 22                               | GT     | 88 | Triple Eight (en)            | Broc Feeney (en) HH Prince Jefri Ibrahim Luca Stolz (en)               | Mercedes-Benz M159 6,2 L V8 Atmo        | M     | 94    | + 6 tours           |
| 23                               | GT     | 9  | GetSpeed                     | Anthony Barthone Aaron Walker Steve Jans                               | Mercedes-AMG GT3 Evo                    | M     | 93    | + 7 tours           |
| 23                               | GT     | 9  | GetSpeed                     | Anthony Barthone Aaron Walker Steve Jans                               | Mercedes-Benz M159 6,2 L V8 Atmo        | M     | 93    | + 7 tours           |
| 24                               | GT     | 86 | GR Racing                    | Benjamin Barker Riccardo Pera Michael Wainwright                       | Ferrari 296 GT3                         | M     | 93    | + 7 tours           |
| 24                               | GT     | 86 | GR Racing                    | Benjamin Barker Riccardo Pera Michael Wainwright                       | Ferrari 3,0 L V6 Turbo                  | M     | 93    | + 7 tours           |
| 25                               | GT     | 21 | AF Corse                     | François Hériau Simon Mann Davide Rigon                                | Ferrari 296 GT3                         | M     | 93    | + 7 tours           |
| 25                               | GT     | 21 | AF Corse                     | François Hériau Simon Mann Davide Rigon                                | Ferrari 3,0 L V6 Turbo                  | M     | 93    | + 7 tours           |
| 26                               | GT     | 8  | EBM                          | Bastian Buus (en) Tanart Sathienthirakul (en) Johanes Satiawan Santoso | Porsche 911 GT3 R                       | M     | 93    | + 7 tours           |
| 26                               | GT     | 8  | EBM                          | Bastian Buus (en) Tanart Sathienthirakul (en) Johanes Satiawan Santoso | Porsche 4,2 L Flat Six Atmo             | M     | 93    | + 7 tours           |
| 27                               | GT     | 84 | EBM                          | Earl Bamber Adrian D'Silva Kerong Li                                   | Porsche 911 GT3 R                       | M     | 93    | + 7 tours           |
| 27                               | GT     | 84 | EBM                          | Earl Bamber Adrian D'Silva Kerong Li                                   | Porsche 4,2 L Flat Six Atmo             | M     | 93    | + 7 tours           |
| 28                               | GT     | 69 | Optimum Motorsport           | James Cottingham Sam De Haan Tom Gamble                                | McLaren 720S GT3 Evo                    | M     | 93    | + 7 tours           |
| 28                               | GT     | 69 | Optimum Motorsport           | James Cottingham Sam De Haan Tom Gamble                                | McLaren M840T 4,0 l V8 Bi-Turbo         | M     | 93    | + 7 tours           |
| 29                               | GT     | 11 | Attempto Racing              | Ilya Gorbatsky Aleksi Nesov Sergey Titarenko                           | Audi R8 LMS Evo II                      | M     | 93    | + 7 tours           |
| 29                               | GT     | 11 | Attempto Racing              | Ilya Gorbatsky Aleksi Nesov Sergey Titarenko                           | Audi 5,2 L V10 Atmo                     | M     | 93    | + 7 tours           |
| 30                               | GT     | 95 | TF Sport                     | Jonathan Adam John Hartshorne Ben Tuck                                 | Aston Martin Vantage AMR GT3            | M     | 93    | + 7 tours           |
| 30                               | GT     | 95 | TF Sport                     | Jonathan Adam John Hartshorne Ben Tuck                                 | Aston Martin 4,0 L V8 Turbo             | M     | 93    | + 7 tours           |
| 31                               | GT     | 77 | D'Station Racing             | Tomonobu Fujii Satoshi Hoshino Casper Stevenson (en)                   | Aston Martin Vantage AMR GT3            | M     | 93    | + 7 tours           |
| 31                               | GT     | 77 | D'Station Racing             | Tomonobu Fujii Satoshi Hoshino Casper Stevenson (en)                   | Aston Martin 4,0 L V8 Turbo             | M     | 93    | + 7 tours           |
| 32                               | GT     | 27 | Optimum Motorsport           | Rob Bell Ollie Millroy Mark Radcliffe                                  | McLaren 720S GT3 Evo                    | M     | 93    | + 7 tours           |
| 32                               | GT     | 27 | Optimum Motorsport           | Rob Bell Ollie Millroy Mark Radcliffe                                  | McLaren M840T 4,0 l V8 Bi-Turbo         | M     | 93    | + 7 tours           |
| 33                               | GT     | 93 | Project 1                    | Christian Bogle (en) Dan Harper (en) Darren Leung                      | BMW M4 GT3                              | M     | 89    | + 11 tours          |
| 33                               | GT     | 93 | Project 1                    | Christian Bogle (en) Dan Harper (en) Darren Leung                      | BMW S58B30T0 3,0 L i6 M TwinPower Turbo | M     | 89    | + 11 tours          |
| 34                               | GT     | 75 | Team Motopark                | Lukas Dunner (en) Heiko Neumann Morten Strømsted                       | Mercedes-AMG GT3 Evo                    | M     | 89    | + 11 tours          |
| 34                               | GT     | 75 | Team Motopark                | Lukas Dunner (en) Heiko Neumann Morten Strømsted                       | Mercedes-Benz M159 6,2 L V8 Atmo        | M     | 89    | + 11 tours          |
| 35                               | GT     | 56 | Project 1                    | Sean Gelael Maxime Oosten Huilin Han                                   | BMW M4 GT3                              | M     | 87    | + 13 tours          |
| 35                               | GT     | 56 | Project 1                    | Sean Gelael Maxime Oosten Huilin Han                                   | BMW S58B30T0 3,0 L i6 M TwinPower Turbo | M     | 87    | + 13 tours          |
| 36                               | GT     | 82 | AF Corse                     | Emmanuel Collard Kei Cozzolino Charles-Henri Samani                    | Ferrari 296 GT3                         | M     | 87    | + 13 tours          |
| 36                               | GT     | 82 | AF Corse                     | Emmanuel Collard Kei Cozzolino Charles-Henri Samani                    | Ferrari 3,0 L V6 Turbo                  | M     | 87    | + 13 tours          |
| Non classé                       |        |    |                              |                                                                        |                                         |       |       |                     |
|                                  | LMP3   | 65 | Viper Niza Racing (en)       | Dominic Ang Josh Burdon (en) Douglas Khoo (en)                         | Ligier JS P320                          | M     | 80    |                     |
| Nissan VK56 5,6 l V8 Atmo        | LMP3   | 65 | Viper Niza Racing (en)       | Dominic Ang Josh Burdon (en) Douglas Khoo (en)                         |                                         | M     | 80    |                     |
|                                  | GT     | 33 | Herberth Motorsport          | Matteo Cairoli Tim Heinemann (en) Antares Au                           | Porsche 911 GT3 R                       | M     | 72    |                     |
| Porsche 4,2 L Flat Six Atmo      | GT     | 33 | Herberth Motorsport          | Matteo Cairoli Tim Heinemann (en) Antares Au                           |                                         | M     | 72    |                     |
|                                  | GT     | 37 | Craft-Bamboo Racing (en)     | Jules Gounon Anthony Liu Jayden Ojeda (en)                             | Mercedes-AMG GT3 Evo                    | M     | 1     | Contact             |
| Mercedes-Benz M159 6,2 L V8 Atmo | GT     | 37 | Craft-Bamboo Racing (en)     | Jules Gounon Anthony Liu Jayden Ojeda (en)                             |                                         | M     | 1     | Contact             |

### Pole position et record du tour
- Pole position :  Salih Yoluç (#90 TF Sport) en 1 min 53 s 653
- Meilleur tour en course :  Louis Delétraz (#99 99 Racing) en 1 min 52 s 991

### Tours en tête
- no 90 Oreca 07 - TF Sport :  19 tours (1-18/34)[2]
- no 30 Oreca 07 - Duqueine Team :  23 tours (19-20/22-33/54-55/58-64)
- no 3 Oreca 07 - DKR Engineering :  5 tours (21/56/78-80)
- no 55 Oreca 07 - Proton Competition :  2 tours (35/57)
- no 99 Oreca 07 - 99 Racing :  24 tours (36-53/93-97/100)
- no 22 Oreca 07 - Proton Competition :  27 tours (65-77/81-92/98-99)

### À noter
- Longueur du circuit : 5,543 km
- Distance parcourue par les vainqueurs : 554,3 km

## Course 2

### Classement de la course
Voici le classement provisoire au terme de la course.
- Les vainqueurs de chaque catégorie sont signalés par un fond jauni.

| Pos                              | Classe | no | Écurie                       | Pilotes                                                                | Châssis                                 | Pneus | Tours | Temps               |
| Pos                              | Classe | no | Écurie                       | Pilotes                                                                | Moteur                                  | Pneus | Tours | Temps               |
| -------------------------------- | ------ | -- | ---------------------------- | ---------------------------------------------------------------------- | --------------------------------------- | ----- | ----- | ------------------- |
| 1                                | LMP2   | 4  | CrowdStrike Racing par APR   | Colin Braun Malthe Jakobsen George Kurtz                               | Oreca 07                                | M     | 108   | 4 h 00 min 38 s 800 |
| 1                                | LMP2   | 4  | CrowdStrike Racing par APR   | Colin Braun Malthe Jakobsen George Kurtz                               | Gibson GK428 4,2 l V8 Atmo              | M     | 108   | 4 h 00 min 38 s 800 |
| 2                                | LMP2   | 99 | 99 Racing                    | Ahmad Al Harthy Nikita Mazepin Louis Delétraz                          | Oreca 07                                | M     | 108   | + 8 s 927           |
| 2                                | LMP2   | 99 | 99 Racing                    | Ahmad Al Harthy Nikita Mazepin Louis Delétraz                          | Gibson GK428 4,2 l V8 Atmo              | M     | 108   | + 8 s 927           |
| 3                                | LMP2   | 22 | Proton Competition           | Julien Andlauer René Binder Giorgio Roda                               | Oreca 07                                | M     | 108   | + 9 s 342           |
| 3                                | LMP2   | 22 | Proton Competition           | Julien Andlauer René Binder Giorgio Roda                               | Gibson GK428 4,2 l V8 Atmo              | M     | 108   | + 9 s 342           |
| 4                                | LMP2   | 83 | AF Corse                     | François Perrodo Matthieu Vaxivière Alessio Rovera                     | Oreca 07                                | M     | 108   | + 15 s 742          |
| 4                                | LMP2   | 83 | AF Corse                     | François Perrodo Matthieu Vaxivière Alessio Rovera                     | Gibson GK428 4,2 l V8 Atmo              | M     | 108   | + 15 s 742          |
| 5                                | LMP2   | 55 | Proton Competition           | P. J. Hyett (en) Harry Tincknell Paul-Loup Chatin                      | Oreca 07                                | M     | 108   | + 26 s 680          |
| 5                                | LMP2   | 55 | Proton Competition           | P. J. Hyett (en) Harry Tincknell Paul-Loup Chatin                      | Gibson GK428 4,2 l V8 Atmo              | M     | 108   | + 26 s 680          |
| 6                                | LMP2   | 3  | DKR Engineering              | Alexander Mattschull (de) Tom Dillmann Laurents Hörr                   | Oreca 07                                | M     | 108   | + 27 s 338          |
| 6                                | LMP2   | 3  | DKR Engineering              | Alexander Mattschull (de) Tom Dillmann Laurents Hörr                   | Gibson GK428 4,2 l V8 Atmo              | M     | 108   | + 27 s 338          |
| 7                                | LMP2   | 30 | Duqueine Team                | Carl Bennett John Falb Oliver Rasmussen                                | Oreca 07                                | M     | 108   | + 27 s 844          |
| 7                                | LMP2   | 30 | Duqueine Team                | Carl Bennett John Falb Oliver Rasmussen                                | Gibson GK428 4,2 l V8 Atmo              | M     | 108   | + 27 s 844          |
| 8                                | LMP2   | 90 | TF Sport                     | Michael Dinan (en) Charlie Eastwood Salih Yoluç                        | Oreca 07                                | M     | 107   | + 1 tour            |
| 8                                | LMP2   | 90 | TF Sport                     | Michael Dinan (en) Charlie Eastwood Salih Yoluç                        | Gibson GK428 4,2 l V8 Atmo              | M     | 107   | + 1 tour            |
| 9                                | LMP2   | 25 | Algarve Pro Racing           | Chris McMurry Toby Sowery (en) Freddie Tomlinson                       | Oreca 07                                | M     | 107   | + 1 tour            |
| 9                                | LMP2   | 25 | Algarve Pro Racing           | Chris McMurry Toby Sowery (en) Freddie Tomlinson                       | Gibson GK428 4,2 l V8 Atmo              | M     | 107   | + 1 tour            |
| 10                               | LMP2   | 44 | ARC Bratislava               | Mathias Beche Miro Konôpka Jonas Ried                                  | Oreca 07                                | M     | 107   | + 1 tour            |
| 10                               | LMP2   | 44 | ARC Bratislava               | Mathias Beche Miro Konôpka Jonas Ried                                  | Gibson GK428 4,2 l V8 Atmo              | M     | 107   | + 1 tour            |
| 11                               | LMP3   | 2  | CD Sport                     | Nick Adcock Michael Jensen Fabien Lavergne                             | Ligier JS P320                          | M     | 105   | + 3 tours           |
| 11                               | LMP3   | 2  | CD Sport                     | Nick Adcock Michael Jensen Fabien Lavergne                             | Nissan VK56 5,6 l V8 Atmo               | M     | 105   | + 3 tours           |
| 12                               | LMP3   | 26 | Bretton Racing               | Julien Gerbi Stefan Mihnea Dan Skocdopole                              | Ligier JS P320                          | M     | 104   | + 4 tours           |
| 12                               | LMP3   | 26 | Bretton Racing               | Julien Gerbi Stefan Mihnea Dan Skocdopole                              | Nissan VK56 5,6 l V8 Atmo               | M     | 104   | + 4 tours           |
| 13                               | LMP3   | 17 | Cool Racing                  | Alex Bukhantsov Danial Frost James Winslow                             | Ligier JS P320                          | M     | 104   | + 4 tours           |
| 13                               | LMP3   | 17 | Cool Racing                  | Alex Bukhantsov Danial Frost James Winslow                             | Nissan VK56 5,6 l V8 Atmo               | M     | 104   | + 4 tours           |
| 14                               | GT     | 91 | Pure Rxcing                  | Klaus Bachler Alex Malykhin Joel Sturm                                 | Porsche 911 GT3 R                       | M     | 101   | + 7 tours           |
| 14                               | GT     | 91 | Pure Rxcing                  | Klaus Bachler Alex Malykhin Joel Sturm                                 | Porsche 4,2 L Flat Six Atmo             | M     | 101   | + 7 tours           |
| 15                               | GT     | 42 | Saintéloc Racing             | Christopher Haase Gilles Magnus (en) Alban Varutti                     | Audi R8 LMS Evo II                      | M     | 101   | + 7 tours           |
| 15                               | GT     | 42 | Saintéloc Racing             | Christopher Haase Gilles Magnus (en) Alban Varutti                     | Audi 5,2 L V10 Atmo                     | M     | 101   | + 7 tours           |
| 16                               | GT     | 27 | Optimum Motorsport           | Rob Bell Ollie Millroy Mark Radcliffe                                  | McLaren 720S GT3 Evo                    | M     | 101   | + 7 tours           |
| 16                               | GT     | 27 | Optimum Motorsport           | Rob Bell Ollie Millroy Mark Radcliffe                                  | McLaren M840T 4,0 l V8 Bi-Turbo         | M     | 101   | + 7 tours           |
| 17                               | GT     | 7  | Al Manar Racing par GetSpeed | Al Faisal Al Zubair (en) Martin Konrad Fabian Schiller (en)            | Mercedes-AMG GT3 Evo                    | M     | 101   | + 7 tours           |
| 17                               | GT     | 7  | Al Manar Racing par GetSpeed | Al Faisal Al Zubair (en) Martin Konrad Fabian Schiller (en)            | Mercedes-Benz M159 6,2 L V8 Atmo        | M     | 101   | + 7 tours           |
| 18                               | GT     | 69 | Optimum Motorsport           | James Cottingham Sam De Haan Tom Gamble                                | McLaren 720S GT3 Evo                    | M     | 101   | + 7 tours           |
| 18                               | GT     | 69 | Optimum Motorsport           | James Cottingham Sam De Haan Tom Gamble                                | McLaren M840T 4,0 l V8 Bi-Turbo         | M     | 101   | + 7 tours           |
| 19                               | GT     | 88 | Triple Eight (en)            | Broc Feeney (en) HH Prince Jefri Ibrahim Luca Stolz (en)               | Mercedes-AMG GT3 Evo                    | M     | 101   | + 7 tours           |
| 19                               | GT     | 88 | Triple Eight (en)            | Broc Feeney (en) HH Prince Jefri Ibrahim Luca Stolz (en)               | Mercedes-Benz M159 6,2 L V8 Atmo        | M     | 101   | + 7 tours           |
| 20                               | GT     | 33 | Herberth Motorsport          | Matteo Cairoli Tim Heinemann (en) Antares Au                           | Porsche 911 GT3 R                       | M     | 101   | + 7 tours           |
| 20                               | GT     | 33 | Herberth Motorsport          | Matteo Cairoli Tim Heinemann (en) Antares Au                           | Porsche 4,2 L Flat Six Atmo             | M     | 101   | + 7 tours           |
| 21                               | GT     | 37 | Craft-Bamboo Racing (en)     | Jules Gounon Anthony Liu Jayden Ojeda (en)                             | Mercedes-AMG GT3 Evo                    | M     | 101   | + 7 tours           |
| 21                               | GT     | 37 | Craft-Bamboo Racing (en)     | Jules Gounon Anthony Liu Jayden Ojeda (en)                             | Mercedes-Benz M159 6,2 L V8 Atmo        | M     | 101   | + 7 tours           |
| 22                               | GT     | 95 | TF Sport                     | Jonathan Adam John Hartshorne Ben Tuck                                 | Aston Martin Vantage AMR GT3            | M     | 101   | + 7 tours           |
| 22                               | GT     | 95 | TF Sport                     | Jonathan Adam John Hartshorne Ben Tuck                                 | Aston Martin 4,0 L V8 Turbo             | M     | 101   | + 7 tours           |
| 23                               | GT     | 93 | Project 1                    | Christian Bogle (en) Dan Harper (en) Darren Leung                      | BMW M4 GT3                              | M     | 101   | + 7 tours           |
| 23                               | GT     | 93 | Project 1                    | Christian Bogle (en) Dan Harper (en) Darren Leung                      | BMW S58B30T0 3,0 L i6 M TwinPower Turbo | M     | 101   | + 7 tours           |
| 24                               | GT     | 86 | GR Racing                    | Benjamin Barker Riccardo Pera Michael Wainwright                       | Ferrari 296 GT3                         | M     | 101   | + 7 tours           |
| 24                               | GT     | 86 | GR Racing                    | Benjamin Barker Riccardo Pera Michael Wainwright                       | Ferrari 3,0 L V6 Turbo                  | M     | 101   | + 7 tours           |
| 25                               | GT     | 82 | AF Corse                     | Emmanuel Collard Kei Cozzolino Charles-Henri Samani                    | Ferrari 296 GT3                         | M     | 101   | + 7 tours           |
| 25                               | GT     | 82 | AF Corse                     | Emmanuel Collard Kei Cozzolino Charles-Henri Samani                    | Ferrari 3,0 L V6 Turbo                  | M     | 101   | + 7 tours           |
| 26                               | GT     | 43 | Saintéloc Racing             | Paul Evrard Dennis Marschall (en) Bihuang Zhou                         | Audi R8 LMS Evo II                      | M     | 100   | + 8 tours           |
| 26                               | GT     | 43 | Saintéloc Racing             | Paul Evrard Dennis Marschall (en) Bihuang Zhou                         | Audi 5,2 L V10 Atmo                     | M     | 100   | + 8 tours           |
| 27                               | GT     | 84 | EBM                          | Earl Bamber Adrian D'Silva Kerong Li                                   | Porsche 911 GT3 R                       | M     | 100   | + 8 tours           |
| 27                               | GT     | 84 | EBM                          | Earl Bamber Adrian D'Silva Kerong Li                                   | Porsche 4,2 L Flat Six Atmo             | M     | 100   | + 8 tours           |
| 28                               | GT     | 11 | Attempto Racing              | Ilya Gorbatsky Aleksi Nesov Sergey Titarenko                           | Audi R8 LMS Evo II                      | M     | 100   | + 8 tours           |
| 28                               | GT     | 11 | Attempto Racing              | Ilya Gorbatsky Aleksi Nesov Sergey Titarenko                           | Audi 5,2 L V10 Atmo                     | M     | 100   | + 8 tours           |
| 29                               | GT     | 75 | Team Motopark                | Lukas Dunner (en) Heiko Neumann Morten Strømsted                       | Mercedes-AMG GT3 Evo                    | M     | 100   | + 8 tours           |
| 29                               | GT     | 75 | Team Motopark                | Lukas Dunner (en) Heiko Neumann Morten Strømsted                       | Mercedes-Benz M159 6,2 L V8 Atmo        | M     | 100   | + 8 tours           |
| 30                               | GT     | 77 | D'Station Racing             | Tomonobu Fujii Satoshi Hoshino Casper Stevenson (en)                   | Aston Martin Vantage AMR GT3            | M     | 100   | + 8 tours           |
| 30                               | GT     | 77 | D'Station Racing             | Tomonobu Fujii Satoshi Hoshino Casper Stevenson (en)                   | Aston Martin 4,0 L V8 Turbo             | M     | 100   | + 8 tours           |
| 31                               | GT     | 56 | Project 1                    | Sean Gelael Maxime Oosten Huilin Han                                   | BMW M4 GT3                              | M     | 100   | + 8 tours           |
| 31                               | GT     | 56 | Project 1                    | Sean Gelael Maxime Oosten Huilin Han                                   | BMW S58B30T0 3,0 L i6 M TwinPower Turbo | M     | 100   | + 8 tours           |
| Non classé                       |        |    |                              |                                                                        |                                         |       |       |                     |
|                                  | LMP2   | 24 | Nielsen Racing               | Alex García (en) Ferdinand Habsburg Ian Loggie (en)                    | Oreca 07                                | M     | 105   |                     |
| Gibson GK428 4,2 l V8 Atmo       | LMP2   | 24 | Nielsen Racing               | Alex García (en) Ferdinand Habsburg Ian Loggie (en)                    |                                         | M     | 105   |                     |
|                                  | LMP3   | 65 | Viper Niza Racing (en)       | Dominic Ang Josh Burdon (en) Douglas Khoo (en)                         | Ligier JS P320                          | M     | 79    | Sortie de piste     |
| Nissan VK56 5,6 l V8 Atmo        | LMP3   | 65 | Viper Niza Racing (en)       | Dominic Ang Josh Burdon (en) Douglas Khoo (en)                         |                                         | M     | 79    | Sortie de piste     |
|                                  | GT     | 19 | Leipert Motorsport (de)      | Brendon Leitch (en) Marco Mapelli (en) Gabriele Rindone                | Lamborghini Huracán GT3 Evo 2           | M     | 73    |                     |
| Lamborghini 5,2 L V10 Atmo       | GT     | 19 | Leipert Motorsport (de)      | Brendon Leitch (en) Marco Mapelli (en) Gabriele Rindone                |                                         | M     | 73    |                     |
|                                  | LMP3   | 20 | High Class Racing            | Anders Fjordbach Auðunn Guðmundsson (en) Seth Lucas                    | Ligier JS P320                          | M     | 70    |                     |
| Nissan VK56 5,6 l V8 Atmo        | LMP3   | 20 | High Class Racing            | Anders Fjordbach Auðunn Guðmundsson (en) Seth Lucas                    |                                         | M     | 70    |                     |
|                                  | GT     | 9  | GetSpeed                     | Anthony Barthone Aaron Walker Steve Jans                               | Mercedes-AMG GT3 Evo                    | M     | 50    |                     |
| Mercedes-Benz M159 6,2 L V8 Atmo | GT     | 9  | GetSpeed                     | Anthony Barthone Aaron Walker Steve Jans                               |                                         | M     | 50    |                     |
|                                  | GT     | 8  | EBM                          | Bastian Buus (en) Tanart Sathienthirakul (en) Johanes Satiawan Santoso | Porsche 911 GT3 R                       | M     | 27    |                     |
| Porsche 4,2 L Flat Six Atmo      | GT     | 8  | EBM                          | Bastian Buus (en) Tanart Sathienthirakul (en) Johanes Satiawan Santoso |                                         | M     | 27    |                     |
|                                  | GT     | 21 | AF Corse                     | François Hériau Simon Mann Davide Rigon                                | Ferrari 296 GT3                         | M     | 26    | Crevaison           |
| Ferrari 3,0 L V6 Turbo           | GT     | 21 | AF Corse                     | François Hériau Simon Mann Davide Rigon                                |                                         | M     | 26    | Crevaison           |
|                                  | GT     | 66 | Attempto Racing              | Alex Aka (en) Andrey Mukovoz Dylan Pereira                             | Audi R8 LMS Evo II                      | M     | 24    | Contact             |
| Audi 5,2 L V10 Atmo              | GT     | 66 | Attempto Racing              | Alex Aka (en) Andrey Mukovoz Dylan Pereira                             |                                         | M     | 24    | Contact             |

### Pole position et record du tour
- Pole position :  Salih Yoluç (#90 TF Sport) en 1 min 53 s 874
- Meilleur tour en course :  Matthieu Vaxivière (#83 AF Corse) en 1 min 53 s 009

### Tours en tête
- no 90 Oreca 07 - TF Sport :  29 tours (1-16/22-34)[4]
- no 22 Oreca 07 - Proton Competition :  3 tours (17-19)
- no 3 Oreca 07 - DKR Engineering :  2 tours (20-21)
- no 99 Oreca 07 - 99 Racing :  27 tours (35-56 / 73-77 /)
- no 4 Oreca 07 - Crowdstrike Racing par APR :  37 tours (57-72 / 82-88 / 95-108)
- no 83 Oreca 07 - AF Corse :  4 tours (78-81)
- no 55 Oreca 07 - Proton Competition :  6 tours (89-94)

### À noter
- Longueur du circuit : 5,543 km
- Distance parcourue par les vainqueurs : 598,644 km